# Graham Whiting
Pour les articles homonymes, voir Whiting (homonymie).
Pas d'image ? Cliquez ici

a Compétitions nationales et continentales officielles uniquement.

b Matchs officiels uniquement.
Dernière mise à jour le 4 février 2025.
Graham Whiting, né le 4 juin 1946 à Wanganui (Nouvelle-Zélande), est un ancien joueur de rugby à XV qui a joué avec l'équipe de Nouvelle-Zélande. Il évoluait au poste de pilier (1,91 m pour 110 kg). 

## Carrière
Graham Whiting dispute son premier test match avec l'équipe de Nouvelle-Zélande le 19 août 1972, à l'occasion d'un match contre l'Australie. Il dispute son dernier test match contre la France, le 10 février 1973. 

## Palmarès
- Nombre de test matchs avec les Blacks : 6
- Nombre total de matchs avec les Blacks : 31